# طريق البخور
طريق البخور هو شبكة قديمة من طرق التجارة البرية والبحرية الرئيسية القديمة التي تربط بلدان منطقة البحر الأبيض المتوسط بشبه الجزيرة العربية المنتجة للبخور والتوابل وغيرها من السلع الفاخرة، يمتد الطريق من موانئ البحر الأبيض المتوسط عبر بلاد الشام وشمال شرق إفريقيا وجنوب الجزيرة العربية حتى الهند.
يبدأ من سواحل محافظة ظفار في سلطنة عمان على بحر العرب إلى شمال البحر المتوسط، مرورًا بجنوب الجزيرة العربية وينقسم إلى طريقين أحدهما يتجه إلى نجد ثم بلاد الرافدين وفارس، والآخر يتجه إلى مدينة العلا ثم إلى البتراء شمال الجزيرة العربية ثم مدينة البتراء، ومن بعدها إلى الهلال الخصيب على البحر المتوسط. ويأتي إلى البتراء طريق آخر من سيناء في مصر ويلتقي مع الطريق القادم من شمال الجزيرة العربية. كانت القوافل العابرة عبر طريق البخور محملة بالبخور والتوابل ومنتجات الشرق إلى دول أوروبا.
كانت هذه الطرق مجتمعة بمثابة قنوات لتجارة البضائع مثل اللبان العربي والمر والتوابل والأحجار الكريمة واللؤلؤ والأبنوس والحرير والمنسوجات الفاخرة. ازدهرت تجارة البخور من جنوب الجزيرة العربية إلى البحر الأبيض المتوسط بين القرن السابع قبل الميلاد تقريبًا والقرن الثاني بعد الميلاد.

## تاريخ مبكر

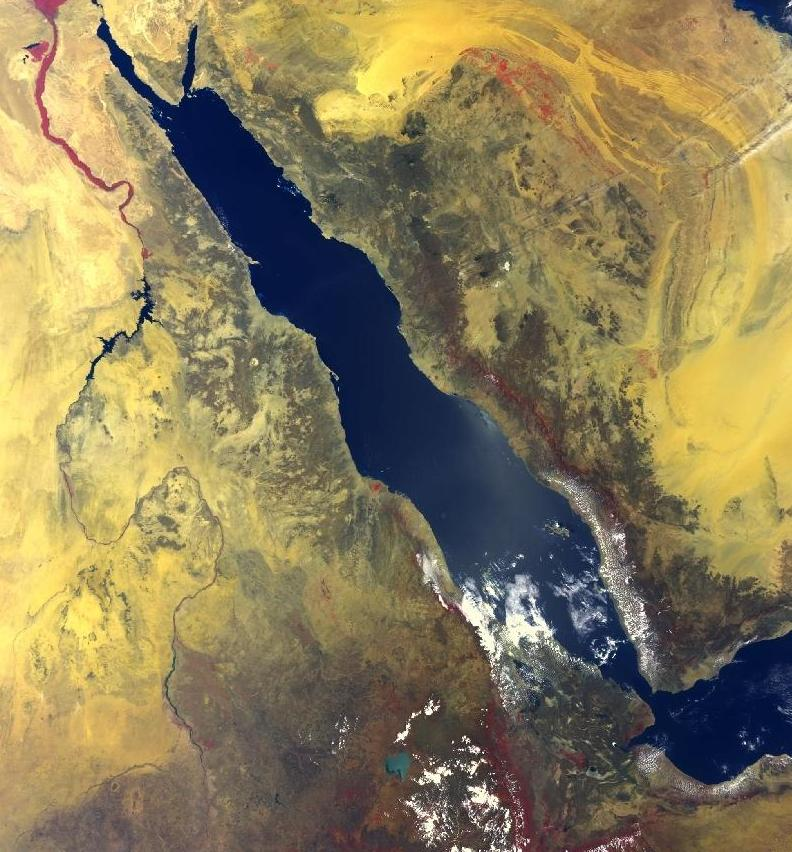
كانت تجارة البخور، التي تربط مصر بالأراضي المنتجة للبخور، تعتمد بشكل كبير على الملاحة على طول البحر الأحمر.

تاجر المصريون في البحر الأحمر، حيث استوردوا التوابل والذهب والأخشاب الغريبة من "أرض بونت" ومن الجزيرة العربية. وكانت البضائع الهندية تُجلب عبر السفن العربية والهندية إلى عدن. يُعرّف رولينسون "سفن ترشيش" التي طال النقاش حولها، بأنها أسطول من صور مُجهز في عصيون جابر قام بعدة رحلات تجارية إلى الشرق جالبًا معه الذهب والفضة والعاج والأحجار الكريمة. ثم تنقل هذه البضائع في ميناء أوفير.

يقول أحد المؤرخين:
| طريق البخور | في الفترة القديمة، يبدو أن جنوب الجزيرة العربية والقرن الأفريقي كانا المصدرين الرئيسيين للبخور، بينما في العصر الحديث أصبح المركز التجاري لتجارة الصمغ هو عدن وعمان. تظهر نصوص الطقوس المبكرة من مصر أن البخور كان يتم إحضاره إلى أعالي النيل عن طريق القوافل، ولكن ربما يكون الدليل الأكثر إثارة على هذه التجارة هو اللوحات الجدارية التي يرجع تاريخها إلى حوالي 1500 قبل الميلاد على جدران المعبد في طيبة تخليدًا لذكرى رحلة. الأسطول الذي أرسلته ملكة مصر إلى أرض بونت. تم تصوير خمس سفن في هذه النقوش، وهي مكدسة بالكنوز، وتظهر إحداها إحدى وثلاثين شجرة بخور صغيرة في أحواض محمولة على متنها. | طريق البخور |

| طريق البخور | تشير النصوص اليونانية إلى عدة مواقع ساحلية في الصومال، وجنوب شبه الجزيرة العربية والهند المعنية بالتجارة في اللبان، والمر، والكاسيا، ومجموعة من راتنجات الصمغ تسمى دواكا وكانكامون وموك روتو. | طريق البخور |

## الطرق البرية
من بين أهم النقاط التجارية لطريق تجارة البخور من الخليج العربي إلى البحر الأبيض المتوسط كانت جرهاء في الخليج العربي، والتي ذكر المؤرخ سترابو أنها تأسست على يد المنفيين البابليين كمستعمرة كلدانية. مارست جرهاء نفوذاً على طرق تجارة البخور عبر شبه الجزيرة العربية إلى البحر الأبيض المتوسط، وسيطرت على تجارة العطور إلى بابل في القرن الأول قبل الميلاد. كانت جرهاء واحدة من أهم موانئ الدخول للبضائع المشحونة من الهند.
وبسبب موقعها البارز في تجارة البخور، جذب اليمن مستوطنين وتجار من الهلال الخصيب. كانت أشجار اللبان والمر حاسمة لاقتصاد اليمن، وقد اعتبرها حكامه مصدرًا للثروة. واكتشفت الاستكشافات الحديثة طريقًا تجاريًا قديمًا عبر شرق اليمن في منطقة المهرة.

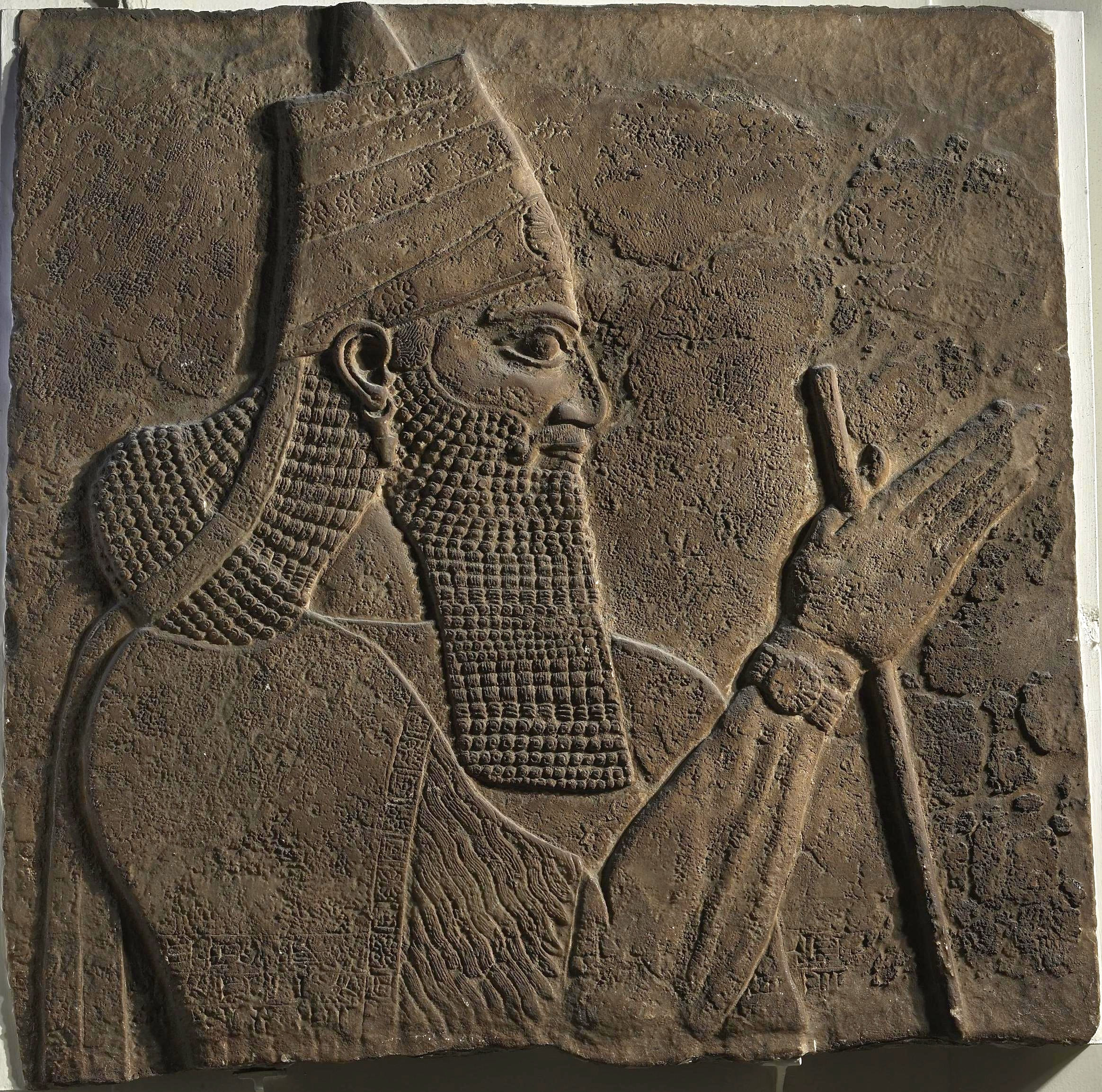
هاجم تغلث فلاصر الثالث غزة للسيطرة على التجارة على طول طريق البخور.

تشير الوثائق الآشورية إلى أن تغلث فلاصر الثالث تقدم عبر فينيقيا إلى غزة. وفي النهاية، نُهبت غزة، وهرب حاكمها إلى مصر، لكنه استمر لاحقًا في العمل كمسؤول تابع. كان الدافع وراء الهجوم هو السيطرة على تجارة البخور القادمة من جنوب شبه الجزيرة العربية التي ازدهرت على طول المنطقة.
يربط إدواردز الحرب السورية الإفرايمية برغبة بني إسرائيل والآراميين في السيطرة على الطرف الشمالي لطريق البخور، الذي يمتد من جنوب شبه الجزيرة العربية، والذي كان من الممكن استغلاله بالسيطرة على شرق الأردن. كما تتحدث النقوش الأثرية عن غنائم تم استردادها من أرض العمونيين المذكورين في العهد القديم. يحدد بعض العلماء هذه المجموعة على أنها المعينيون في جنوب شبه الجزيرة العربية، الذين شاركوا في تجارة البخور واحتلوا المراكز التجارية الشمالية لطريق البخور.
جلبت العطور من ظفار والسلع الفاخرة من الهند الثروة إلى ممالك الجزيرة العربية. شٌحن البخور من ظفار من الميناء الطبيعي لخور روري باتجاه الساحل الجنوبي العربي الغربي . حملت القوافل هذه المنتجات شمالًا إلى شبوة ومن هناك إلى ممالك قتبان وسبأ ومعين والبتراء حتى غزة. هناك أيضًا أدلة تدعم أن المنتجات من منطقة ظفار تم تداولها مع شعب السومريين-المجان في دلمون وقطر حيث استخدم السومريون بعض هذه الراتنجات لأغراض طبية. أضافت الرسوم التي فرضها أصحاب الآبار والمرافق الأخرى إلى التكلفة الإجمالية لهذه السلع الفاخرة.

## الطرق البحرية
بنى الأنباط مدينة البتراء، التي كانت تقع في منتصف الطريق بين مدخل خليج العقبة والبحر الميت عند نقطة عبور طريق البخور من شبه الجزيرة العربية إلى دمشق بالطريق البري من البتراء إلى غزة. وقد منح هذا الموقع الأنباط سيطرة على التجارة على طول طريق البخور. ومن أجل السيطرة على طريق البخور من الأنباط، قامت حملة عسكرية يونانية، دون جدوى، بقيادة أنتيجونوس سايكلوبس، أحد جنرالات الإسكندر المقدوني. وازدادت سيطرة الأنباط على التجارة وانتشرت إلى الغرب والشمال. وأدى استبدال اليونان بالإمبراطورية الرومانية كمسؤولة عن حوض البحر الأبيض المتوسط إلى استئناف التجارة المباشرة مع الشرق. وفقًا لمؤرخ، "قام العرب الجنوبيون بهجمات قرصنة على السفن الرومانية في خليج عدن احتجاجًا على ذلك. وردًا على ذلك، فضل الرومان الساحل الحبشي الغربي للبحر الأحمر". ضعف احتكار الوسطاء الهنود والعرب مع تطور تجارة الرياح الموسمية من قبل اليونانيين من خلال اكتشاف الطريق المباشر إلى الهند (هيبالوس)، مما أجبر الوسطاء البارثيين والعرب على تعديل أسعارهم للتنافس في السوق الرومانية حيث يتم شراء البضائع الآن عن طريق طريق بحري مباشر إلى الهند. أبحرت السفن الهندية إلى مصر لأن الطرق البحرية في جنوب آسيا لم تكن تحت سيطرة قوة واحدة.

وفقًا لأحد المؤرخين:
| طريق البخور | ازدادت أهمية تجارة البخور والتوابل مع شبه الجزيرة العربية والهند، وبدأ اليونانيون لأول مرة بالتجارة المباشرة مع الهند. ويُنسب اكتشاف، أو إعادة اكتشاف، الطريق البحري إلى الهند إلى شخص يُدعى إودوكسوس، الذي أُرسل لهذا الغرض في أواخر عهد بطليموس الثاني (توفي عام 116 قبل الميلاد). قام إودوكسوس برحلتين إلى الهند، وبعد ذلك، وبعد خلاف مع أصحاب عمله البطالمة، لقي حتفه في محاولة فاشلة لفتح طريق بحري بديل إلى الهند، بعيدًا عن سيطرة البطالمة، بالإبحار حول أفريقيا. ويُرجّح أن إقامة اتصالات مباشرة بين مصر والهند قد أُتيحت بفضل ضعف النفوذ العربي في تلك الفترة، حيث انهارت مملكة سبأ في جنوب غرب شبه الجزيرة العربية وحلت محلها مملكة حمير حوالي عام 115 قبل الميلاد. ازدادت واردات مصر من القرفة والتوابل الشرقية الأخرى، كالفلفل، بشكل ملحوظ، على الرغم من أن تجارة المحيط الهندي ظلت في ذلك الوقت محدودة للغاية، إذ لم تتجاوز عشرين سفينة مصرية تبحر خارج البحر الأحمر سنويًا. | طريق البخور |

استمرت التجارة الرومانية مع الهند في الازدياد، ووفقًا لسترابو:
| طريق البخور | على أي حال، عندما كان جالوس حاكمًا على مصر، رافقته وصعدت النيل حتى أسوان وحدود إثيوبيا، وعلمت أن ما يصل إلى مائة وعشرين سفينة كانت تبحر من ميوس هورموس إلى الهند، بينما في السابق، في عهد البطالمة، لم يجرؤ سوى عدد قليل جدًا على القيام بهذه الرحلة ومواصلة تجارة البضائع الهندية. | طريق البخور |

## الانحدار
وفقًا لأحد المؤرخين:
| طريق البخور | يبدو أن القرن الثالث الميلادي كان فترةً مهمةً في تاريخ تجارة البخور في شبه الجزيرة العربية. خلال الأزمة السياسية والاقتصادية التي شهدها ذلك القرن، تغيرت طبيعة التجارة تغيرًا جذريًا؛ وقبل ذلك الوقت، يبدو أن طريق البخور من جنوب شبه الجزيرة العربية استمر في العمل. ويبدو أن الكثير من هذه التجارة قد توقف بسبب الظروف الاقتصادية السيئة في القرن الثالث، ومع ذلك، عندما تحسن الوضع الاقتصادي مجددًا في ظل الحكم الرباعي، تغيرت أمور كثيرة. بحلول ذلك الوقت، يبدو أن الطريقين الرئيسيين المستخدمين هما وادي سرحان، الذي كان ينقل التجارة التي كانت تمر سابقًا عبر تدمر، وإيلا، التي كانت تستقبل البضائع من الهند وشبه الجزيرة العربية والتي كانت تصل سابقًا إلى موانئ البحر الأحمر المصرية. | طريق البخور |

في نهاية القرن السادس، أحصى إيزيدور الإشبيلي المواد العطرية التي لا تزال تُستورد إلى إسبانيا القوطية الغربية. ومن الأشجار العطرية أدرج إيزيدور في موسوعته المر والفلفل والقرفة والأموموم والقرفة الصينية؛ ومن الأعشاب العطرية الناردين والزعفران والهيل، والتي وصلت عبر طرق التجارة، وكانت أنواع أخرى متوفرة في إسبانيا: الزعتر والصبر والورد والبنفسج والزنبق والجنطيانا والأفسنتين واليانسون وغيرها.
بعد الحروب الفارسية الرومانية، استولى كسرى الأول من سلالة الساسانية الفارسية على المناطق الخاضعة للإمبراطورية الرومانية البيزنطية. وعبر العرب، بقيادة عمرو بن العاص، إلى مصر في أواخر عام 639 أو أوائل عام 640.
شكّل هذا التقدم بداية الفتح الراشد لمصر وسقوط موانئ مثل الإسكندرية، التي استخدمها العالم اليوناني الروماني لتأمين التجارة مع الهند منذ عهد البطالمة.
بعد عدة قرون من زوال تجارة البخور، كان للقهوة دورٌ في إعادة اليمن إلى التجارة الدولية عبر ميناء المخا على البحر الأحمر.
وأخيرًا، غزا الأتراك العثمانيون القسطنطينية في القرن الخامس عشر، إيذانًا ببداية السيطرة التركية على أكثر طرق التجارة مباشرة بين أوروبا وآسيا.